# San Ku Kaï
San Ku Kaï (宇宙からのメッセージ・銀河大戦, Uchu kara no messeji: Ginga taisen) est une série télévisée de science-fiction japonaise « à transformation » (henshin). Réalisée par Minoru Yamada, d'après un concept original du mangaka Shōtarō Ishinomori, elle est diffusée du 7 juillet 1978 au 27 janvier 1979 sur TV Asahi, en 27 épisodes de 25 minutes.
C'est la deuxième série télévisée japonaise non animée à être diffusée en France après La Légende des chevaliers aux 108 étoiles. Elle est programmée à partir du 15 septembre 1979 sur Antenne 2, dans l'émission Les moins de 20 ans et les autres (à la suite du magazine Tam Tam). Elle est ensuite rediffusée dans Récré A2 à partir du 31 octobre 1980 puis sur M6 dans l'émission Graffi'6. Au Québec, elle est diffusée en mai 1983 sur TVEC, devenu Super Écran. Elle est également programmée dans les pays d'Amérique latine au début des années 1980, sous le titre Sankuokai.
La musique du générique français est composée par Éric Charden avec des paroles écrites avec Didier Barbelivien.
La série s'inspire du film Les Évadés de l'espace, un blockbuster nippon qui fut réalisé pour concurrencer Star Wars, et emprunte dans cette lignée une symbolique tirée des films de samouraïs d'Akira Kurosawa.

## Synopsis
En l'an 70 du calendrier spatial, les Humains ont commencé à coloniser l'espace. Plusieurs générations après, la Terre n'est plus, pour les descendants des colons, qu'un élément de leur Histoire, la troisième planète du Premier Système solaire.
Le Quinzième Système solaire est, quant à lui, composé de trois planètes habitables : Sheita, Analis et Belda, qui gravitent autour du soleil Glora. Ce système solaire est situé à 15 années-lumière de la Terre.
Ayato est un jeune pilote sorti de l'école de navigation de Belda. Il est appelé par son père, Jinn (Shin en japonais) sur Analis, et s'y rend à bord d'un transport de fret piloté par Ryû, issu de la même école, et Siman (Baru en japonais), un homme-singe.
Alors qu'ils s'approchent d'Analis, la planète est attaquée par les Stressos (Gabanus en japonais), une tribu nomade dirigée par Golem XIII (Rokuseya 13 en japonais) ; celui-ci a décidé de soumettre le Quinzième Système solaire. Les Stressos repèrent un message de détresse envoyé vers la Terre depuis un village. Komenor (Korgar en japonais), le général des Stressos, envoie Volcor (Igar en japonais) sur Analis pour découvrir l'origine du message ; celui-ci semble provenir de la maison du père d'Ayato. Lorsqu'Ayato arrive dans son village, il découvre que sa famille a été massacrée; il découvre par la même occasion que son père fait partie d'un clan mystérieux, les Gen, et qu'il a également formé Ryû aux arts martiaux quelques années auparavant.
Poursuivi par les Stressos, Ayato est embarqué par Ryû et Siman, mais leur vaisseau est attaqué par les Stressos. Ils sont aidés par une étrange femme nommée Éolia (Sofia en japonais), qui voyage à bord de son vaisseau spatial en forme de navire, l'Azuris. Éolia leur fait don d'un vaisseau de combat, le San Ku Kaï (Liabe en japonais). Les trois personnages décident d'entrer en résistance contre les Stressos, Ryû se fait appeler « Staros » (Nagareboshi en japonais) et Ayato « le Fantôme » (Maboroshi en japonais), bientôt rejoints par le robot Sidéro (Tonto en japonais), gagné sur Belda par Ryû lors d'un concours de lancer de couteaux.
Sur Analis, la résistance s'organise, menée par Kamiji.

## Distribution
- Hiroyuki Sanada (VF : François Leccia) : Ayato « le Fantôme » (ゲン・ハヤト／まぼろし, GEN Hayato/Maboroshi?)
- Akira Oda (VF : Yves-Marie Maurin) : Ryû « Staros » (リュウ／流れ星, Ryû/Nagareboshi?, étoile filante)
- Rio Nishida (VF : Francis Lax) : Siman (猿人バルー, Baru?)
- Yōko Akitani (VF : Béatrice Delfe) : Éolia (Sofia)
- Pas de comédien (VF : Gérard Hernandez) : Sidéro (Tonto)
- Shinzo Hotta (VF : Pierre Hatet) : Koménor (Korgar), général des Stressos
- Jiro Shirai (VF : Jean-Paul Coquelin) : Volcor (Igar)
- Akira Shioji (VF : Michel Gudin) : Golem XIII (Rockseia XIII) / le narrateur en VF
- Ritsuko Fujiyama (VF : Sylvie Feit) : Furia (Kunoi)

Bande originale de la version française par Didier Barbelivien et Éric Charden.
 Source et légende : version française (VF) sur RS Doublage.

## Personnages

### Les résistants
- Ayato « le Fantôme », fils de Jinn : il a 17 ans et est impétueux, toujours prêt à foncer tête baissée. Formé aux arts martiaux par son père, il utilise un Saï rétractable (à cran d'arrêt) ; il sort de l'académie de pilotage de Belda.
- Éolia : (jouée par Yōko Akitani) femme mystérieuse qui reste toujours sur son vaisseau spatial, l'Azuris ; c'est le deus ex machina qui guide et aide les résistants. Sœur aînée de Desmonia (alias Golem XIII). Elle se sacrifie pour détruire Desmonia dans le dernier épisode.
- Kamiji : chef de la résistance sur Analis. Il sera malheureusement assassiné, peu après les autres leaders de la résistance, par les 3 Stressos de Volcor dans l'épisode 26.
- Ryû « Staros » : également formé dans sa jeunesse aux arts martiaux par Jinn, c'est un pilote expérimenté et réfléchi, issu de la même académie de pilotage qu'Ayato. Il tempère Ayato et est son sempaï ; il combat avec un Saï rétractable et des shuriken.
- Sidéro : c'est un robot capable de parler et d'agir seul avec son petit vaisseau.
- Siman : homme-singe de la planète Sheita, c'est un pilote expérimenté et un combattant d'une force peu commune.
- Anna : Jeune Fille vivant sur Analis. Son frère Dan est assassiné par Tharor et les Stressos dans l'épisode 7, ses parents sont morts également. Dans l'épisode 16, Tarentula membre des Stressos, se lie d'amitié avec elle et la sauve d'une mort certaine car elle ressemble à sa sœur, elle sera malheureusement tuée par Volcor mais sera vengée à la mort de ce dernier dans l'épisode 26. Anna fut triste de perdre celle qu'elle considérait comme sa sœur. En plus d'être amie avec l'équipage du Sankukaï, elle devient amie avec Aurora, son frère Ken et Eolia. Elle survit à la Bataille Finale.
- Aurora : Princesse du Peuple des Racines de la tribu des Mongos. Elle devient l'amoureuse d'Ayato. En plus d'être amie avec l'équipage du Sankukaï, elle devient amie avec Anna et Eolia. Elle survit à la Bataille Finale.
- Ken : Prince du Peuple des Racines, de la tribu des Mongos, petit frère d'Aurora. En plus d'être ami avec l'équipage du Sankukaï, il devient ami avec Anna et Eolia. Il survit à la Bataille Finale.
- Kanteros : Patriarche du Peuple des Racines, de la tribu des Mongos, grand-père d'Aurora et de Ken. D'abord méfiant à l'égard d'Ayato, Siman et Ryù, il leur accorde son amitié et sa confiance dans l'épisode 11 et 12 quand Ayato sauve Ken, puis après qu'ils sauvent Aurora et tuent le Ninja aux 3 Visages et Vénor, Vice-Roi du Peuple des Racines qui s'était rallié aux Stressos. En plus d'être ami avec l'équipage du Sankukaï, il devient ami avec Anna et Eolia. Il survit à la Bataille Finale.

### Les Stressos
- Golem XIII : tyran des Stressos, nul ne l'a jamais vu en personne (du moins jusqu'à l'avant-dernier épisode : Le Grand Secret). Il donne ses ordres à Komenor, Furia et Volcor par radio et se déplace dans un vaisseau spatial en forme de statue. Sa véritable identité est Desmonia, la sœur jumelle d'Eolia. Elle est présumée attirée par les filles car dans l'épisode 12, elle veut épouser la Princesse Aurora (même si on ignorait encore son identité à ce moment-là). Elle sera tuée dans le dernier épisode de la série.
- Komenor (ou Khomenor) : général en chef des Stressos, il prend ses ordres directement de Golem XIII. Caractérisé par ses jeux de cape incessants. Dans l'épisode 24, on apprend qu'il n'a aucune intention de rester le serviteur de Golem XIII et qu'il compte le renverser et le tuer (probablement à cause des insultes incessantes de son maître face à ses échecs, ce qui explique pourquoi il le déteste depuis longtemps). Il est rejoint dans sa trahison par Volcor qui en a également assez de Golem XIII. Il sera tué par Staros et le Fantôme dans le dernier épisode.
- Volcor (ou Volkor) : commandant des Stressos, il supervise les opérations sur le terrain. Lors d'un combat contre Ayato/Le Fantôme dans l'épisode 16, il perdra un bras qu'il remplacera par une prothèse terminée par une griffe métallique dans l'épisode 18. Il sera tué par Ryû/Staros dans l'épisode 26.
- Furia : troisième plus gradée de l'armée Stressos (après Komenor et Volkor), elle dirige elle-même des groupes de soldats dans des opérations sur le terrain. Sa spécialité est le renseignement, la reconnaissance et l'infiltration. Elle privilégie le combat à distance et le tir de fléchettes. Une sorte de latex lui permet de confectionner un masque parfait du visage de ses victimes ou se grimer. Elle est assez douée dans l'art des retraites rapides et précipitées. Elle développe une rivalité avec Aurora dans l'épisode 12, car elle perce son secret : Furia n'a confiance en personne et de ce fait, se sent désespérément seule. D'apparence solidaire avec ses camarades, elle n’apprécie ni Volcor ni Komenor. Fourbe et ambitieuse, elle tentera de trahir Komenor (lui-même complotant contre son seigneur), après la mort de Volcor. Voulant garder l'arme absolue pour elle-même, abattre Golem XIII et prendre sa place, mais sera exécutée par Golem XIII, qui a tout entendu, dans l'avant-dernier épisode : Le Grand Secret.
- Les maîtres ninja au service des Stressos : ·
- (Épisode 4) : 火人 (Hibito) = Homme-feu. Ninja capable de surgir des flammes (宇宙 忍法 ・火遁 の 術 (Uchû ninpô - Hiton no jutsu) = Art ninja - Technique d'évasion par le feu) et d'enflammer la pointe de son épée.
- (Épisode 5) :目人 (Mebito) = Homme-œil, ou Cyclotor en VF. Ninja armé d'une épée et doté de pouvoirs hypnotiques. Il peut prendre le contrôle d'autres personnes à l'aide d'yeux minuscules fixés sur leurs nuques et se sert de cette capacité pour transformer ses prisonniers en esclaves travaillant dans les mines de Gavanas.
- (Épisode 6) :煙人 (Kemuribito) = Homme-fumée. Ninja armé d'une épée et dont le sommet du casque crache un gaz toxique. Il peut également séparer son esprit de son corps pour apparaître à deux endroits en même temps.
- (Épisode 7) :岩人 (Iwabito) = Homme-rocher, ou Tharor en VF. Ninja dont la tête, le bras droit et une partie du corps sont constitués de roche. Il peut prendre l'apparence d'un rocher se déplaçant en roulant au sol et détacher des roches explosives de son corps.
- (Épisode 8) :木人 (Kibito) = Homme-Arbre, ou en Demonior VF. Ninja pouvant apparaître dans une nuée de feuilles, armé d'une épée et capable de changer son bras en liane.
- (Épisode 9) :闇人 (Yamibito) = Homme-ténèbres, ou "Homme de l'Ombre" en VF. Ninja capable de se changer en ombre, de devenir intangible et d'immobiliser une personne en plantant une dague dans son ombre (影しばり の 術 (Kageshibari no jutsu) = Technique de l'entrave de l'ombre) mais sensible aux fortes lumières.
- (Épisode 10) :水人 (Mizubito) = Homme-eau, ou Algor en VF. Ninja capable de se liquéfier. L'orifice au sommet de sa tête crache un liquide faisant apparaître des soldats ninjas.
- (Épisodes 11 et 12) :  山つ影人 (Mitsukagebito) = Homme-trois-ombres, ou "ninja aux trois visages" en VF. Ninja doté de trois visages, capable de se glisser dans l'ombre d'une personne pour la contrôler et de se scinder en trois individus: Hikagebito (日影人 (Hikagebito) = Homme-ombre du soleil, ou Alphamor en VF), Tsukikagebito (月影人 (Tsukikagebito) = Homme-ombre de lune, ou Betamor en VF) et Hoshikagebito (星影人 (Hoshikagebito) = Homme-ombre d'étoile, ou Omegamor en VF).
- (Épisode 13) :蛇人 (Hebibito) = Homme-serpent, ou Iliad en VF. Ninja armé d'un fouet électrifié en forme de serpent.
- (Épisode 14) :  飛び人 (Tobibito) = Homme volant, ou les "Ailes de la Mort" en VF. Ancien ninja capable de voler et de lancer des shurikens dont la forme évoque des moulins à vent.
- (Épisode 15) :  鉄人 (Tetsubito) = Homme-acier, ou Gorgone en VF. Ninja revêtu d'une armure indestructible et armée d'une lame rétractable dans l'avant-bras droit.
- (Épisode 16) :蜘蛛人 (Kumobito) = Femme-araignée, ou Tarentula en VF. Kunoichi capable d'imiter la voix d'autrui et utilisant des araignées pour hypnotiser d'autres personnes.
- (Épisode 17) :血吸い人 (Chisuibito) = Homme buveur de sang. Ninjas vampires capables de se changer en chauve-souris.
- (Épisode 18) :鬼人 (Onibito) = Homme-Oni, ou Torodragus en VF. Ninja armé d'une épée et d'un kusarigama dont une des extrémités est une sphère hérissée de protubérances. Il peut se téléporter et un dispositif à sa ceinture lui permet de multiplier son image pour désorienter ses adversaires.
- (Épisode 20) :氷人 (Kooribito) = Homme-glace, ou Korritor en VF. Ninja dont la bouche crache un gaz réfrigérant. Il peut apparaître sous la forme d'une pluie de glaçons et générer des épées de glace qui lui servent d'armes.
- (Épisode 21) :魔人 (Mabito) = Homme-démon, ou Tamor en VF. Ninja dompteur utilisant ses deux fouets pour se faire obéir d'un monstre extra-dimensionnel envoyé par Roxeia XIII sur Belda.
- (Épisode 22) :  血人 (Chibito) = Homme-sang. Ninja dont l'unique capacité est de cracher une fumée rouge pour désorienter son adversaire avant de se téléporter derrière lui pour le frapper par surprise.
- (Épisode 23) :鏡人 (Kagamibito) = Homme-miroir. Ninja espion capable de se rendre invisible ou intangible et de prendre possession du corps d'une personne. Il peut également transmettre les images captées par un miroir à un autre tenu par un comparse et faire surgir des soldats ninjas du miroir sur son torse.
- (Épisode 24) :音人 (Otobito) = Homme-son, ou Ottipito en VF. Ninja cyborg dont l'oreille artificielle amovible lui permet d'entendre et d'enregistrer des conversations distantes. Il est armé de deux dagues émettant un rayon sonique quand il les croise (音波刀 (Onpatô) = Épées-ondes-sonores).

## Vaisseaux
Les vaisseaux spatiaux sont propulsés par des stratojets.
Les vaisseaux stressos
- Cosmosaure : vaisseau amiral de la flotte stressos, commandé par Komenor.
- Golem XIII : le tyran n'apparaît jamais en personne, mais toujours dans un vaisseau en forme de colosse de pierre.
- Lasérolabes : chasseurs, vaisseaux d'attaque composés d'un poste de pilotage à l'arrière et 6 canons laser au bout des ailes en étoile à l'avant.

Les opposants aux stressos
- Astrolem : chasseur des systèmes de défense (armées régulières des planètes)
- San Ku Kaï (Liabe en VO): le vaisseau de combat spatial San Ku Kaï embarque deux chasseurs :
  - le Stragyre (Galaxy Runner ou encore Shiro en VO), piloté par Ryû. Un chasseur doté de trois ailes et deux tuyères de propulsion.
  - le Jetyscope (Comet Fire ou encore Aaron en VO), piloté par Siman puis Ayato. Un chasseur en forme d'aile delta surmontant une sorte de réservoir d'avion et doté d'une seule tuyère de propulsion.
- L'Azuris (Preastar en VO) : vaisseau spatial d'Éolia, il a la forme d'un voilier à deux-mâts aux voiles diaphanes, doté d'ailes d'avion et de propulseurs à sa poupe.

## Épisodes
1. Un vaisseau dans l'espace (怪奇! 暗黒大戦艦, Kaiki ! Ankokudaisenkan?, Mystère ! Le grand vaisseau de l'ombre)
2. Les Ninjas (恐怖！忍者兵団, Kyofu ! Ninjaheidan?, Terreur ! L'armée des ninjas)
3. L'Envoyé de la Terre (地球の美しき使者, Chikyu no utsukushiki shisha?, La belle messagère de la Terre)
4. Le Camp (正義の味方 流れ星, Seigi no mikata Nagareboshi?, L'étoile-filante, le défenseur de la justice)
5. L'École abandonnée (呪われた学校, Norowareta gakko?, L'école maudite)
6. Le Roi Golem (怪皇帝の正体?, Kaikotei no shotai??, L'identité de l'empereur mystérieux ?)
7. Une lueur d'espoir (星空に輝く友情, Seiku ni kagayaku yujo?, L'amitié qui brille dans le ciel étoilé)
8. Du sang froid (無残！猿人狩り, Muzan ! sarubito gari?, Cruauté ! La chasse aux hommes-singes)
9. Le Palais du diable (ガバナス悪魔の城, Gavanasu, akuma no shiro?, Le château diabolique des Gavanas)
10. Détruisez la planète Terre (惑星地球を消せ, Wakusei chikyu o kese?, Détruisez la Terre)
11. Princesse (地底王国の王女, Chitei oukoku no joou?, La princesse du royaume souterrain)
12. Le Grand Combat (決戦! 謎の忍者塔, Kessen ! nazo no ninjato?, Bataille ! La tour mystérieuse des ninjas)
13. Le Miracle (神マニヨルの奇跡, Kami Maniyoru no kiseki?, Le miracle du dieu Maniyoru)
14. L'Agent secret (恐るべし! 有翼忍士, Osorubeshi ubaninshi?, Les terribles ninjas volants)
15. La Sauvegarde de l'univers (飛べ! 愛を抱いて, Tobe ! ai o daite?, Volez ! Ressentez de l'amour)
16. Le Piège (からくり館の少女, Karakurikan no shojo?, La fillette de la maison piégée)
17. Vampirement vôtre (黄金の吸血姫, Ogon no kyuketsu hime?, La princesse vampire d'or)
18. L'Évasion (大脱走! 少年忍士団, Daidasso ! shonenninjadan?, La grande évasion ! le groupe de jeunes ninjas)
19. La Grande Sécheresse (起て! 荒野の勇者, Tate ! kouya no yusha?, Levez-vous ! les hommes courageux)
20. La Légende de l'Azuris (黄金船の伝説, Ogonsen no densetsu?, La légende du vaisseau d'or)
21. La Créature d'un autre monde (異次元の怪物, Ijigen no kaibutsu?, Le monstre d'une autre dimension)
22. Le Pouvoir de Golem (大魔神ロクセイア, Daimajin Roxer?, Le grand dieu infernal Roxer)
23. La Destruction du palais (大爆破! 皇帝宮殿, Daibakuha ! Koteikyuden?, La grande explosion ! le palais de l'empereur)
24. La Grande Comète (大彗星ザタン出現, Daisuisei Zatan shutsugen?, L'apparition de la grande comète Zatan)
25. La Fin de Belda (惑星ベルダの最期, Wakusei Beruda no saigo?, La fin de la planète Belda)
26. Le Grand Secret (エメラリーダの謎, Emerarida no nazo, Roxer, Kunoi, Iga no saiki?, Le mystère d'Eolia, la fin de Golem, Furia, et Volcor)
27. Princesse II (さらば! 銀河の勇者, Saraba ! ginga no yusha, Roxer no saiki?, Adieu ! les héros de la voie lactée, la fin de Komenor et Golem)

## Autour de la série
La série a été précédée par un film, Les Évadés de l'espace (宇宙からのメッセージ, Uchu kara no messeji), réalisé par Kinji Fukasaku en 1978. La grande majorité des scènes de combats spatiaux de San Ku Kaï en sont issues.
Les cascades sont assurées par le Japan Action Club (de) de Sonny Chiba, notamment par Kenji Ōba, futur héros de la série X-Or (1982).
Quelques rushes de la série ont été utilisés dans le jeu laserdisc interactif Astron Belt, un shoot them up sorti en 1983.

## Adaptations en bandes dessinées
- San Ku Kaï a fait l'objet d'une adaptation en bande dessinée en deux tomes signée Pierre Frisano, publiée en France par les éditions Dargaud en 1979 et 1980[8].
- La série a aussi été adaptée en manga par Shugâ Satô[9] (membre du studio Ishimori Pro de Shōtarō Ishinomori), publié au Japon dans le magazine Terebi Land. Ce type d'adaptation est appelé comicization au Japon[10].